# GfK Chart-Track
A GfK Chart-Track egy piackutató vállalat, amely 1996 óta figyeli a zenék, a videók és a szoftverek eladásait az Egyesült Királyságban, Írországban és Dániában.
A cég készíti el a hivatalos ír zenei slágerlistát (Official Irish Music Charts) és napi rendszerességgel gyűjt adatokat nagyobb és független zenei áruházaktól Írországban az Irish Recorded Music Association nevében. A vállalat készíti az Egyesült Királyságban a hivatalos brit szoftver eladási listát (Official UK Software Charts) és a hivatalos mobiltelefonjáték eladási listát (Official Mobile game Charts) az ELSPA nevében. A cég készíti Dániában a hivatalos dán szoftver eladási listát a Multi Medie Foreningen megbízásából.